# Distretto di Yupán
Il distretto di Yupán è un distretto del Perù nella provincia di Corongo (regione di Ancash) con 759 abitanti al censimento 2007 dei quali 689 urbani e 70 rurali.
È stato istituito il 9 maggio 1923.